# Powiat Takaichi
Powiat Takaichi (jap. 高市郡 Takaichi-gun) – powiat w Japonii, w prefekturze Nara. W 2024 roku liczył 11 220 mieszkańców.

## Miejscowości
- Asuka
- Takatori